# Сопово (Калужская область)
Сопово — село в Ульяновском районе Калужской области России. Входит в состав сельского поселения «Деревня Мелихово». По данным на 2010 год постоянное население отсутствует.

## История
В 1638 году в дозорной книге Козельского уезда с русской стороны Дубенской засеки в числе прочих населенных мест упомянута и деревня Сопова. Близость деревни к засечной черте дает право утверждать, что население предоставляло ополчение для защиты Козельской засечной черты.
В списке населённых мест за 1859 год значится как владельческое село Жиздринского уезда при речке Вытебеть в 18 крестьянских дворов с церковью.
После реформы 1861 года стало административным центром Соповской волости. В селе была открыта школа грамоты, впоследствии преобразованная в церковно-приходскую.
В 1913 вместо двухпрестольной деревянной Михайловской церкви на церковные средства и пожертвования прихожан была построена кирпичная церковь Успения Пресвятой Богородицы. В середине XX века она была закрыта и разрушена.
В годы Великой Отечественной войны деревня была оккупирована немецкими войсками. Освобождена в ночь с 14 на 15 августа 1943 года силами 8-й гвардейской стрелковой дивизии, 1 и 6-го танковых корпусов.

## Население
| 1859 | 1896 | 1913 | 2010 |
| ---- | ---- | ---- | ---- |
| 158  | 287  | 392  | 0    |